# Laila Haidari
Laila Haidari, née en 1978 à Quetta au Pakistan, est une militante et restauratrice afghane. En 2010, elle a créé le Mother Camp, un centre de réhabilitation pour drogués, qu'elle fonde à Kaboul en Afghanistan. Elle est également la propriétaire d'un café qui a fermé en 2021. Deux ans plus tard, elle est la propriétaire d'un centre d'éducation pour aider les femmes à survivre sous les Talibans.
Elle fait partie des 100 Women de la BBC en 2021.

## Biographie
Laila Haidari est née dans un camp de réfugiés à Quetta au Pakistan en 1978 mais la famille doit partir pour l'Iran lorsqu'elle est âgée de seulement deux mois. Venant d'une famille très religieuse originaire de Bâmiyân, elle est mariée à l'âge de 12 ans à un mollah ayant vingt ans de plus qu'elle,. Bien qu'à cette époque, elle n'ait pas conscience que le mariage des enfants est injuste, elle dit avoir l'impression d'être violée chaque nuit. Sa famille fuit ensuite en Iran. Laila Haidari a trois enfants  dont le premier lorsqu'elle a 13 ans. Son mari l'autorise à prendre des cours de religion mais elle décide d'étudier d'autres sujets en secret et entre même à l'université où elle obtient un diplôme en réalisation. À l'âge de 21 ans, après avoir pris la défense d'autres Afghans face aux autorités iraniennes, elle est arrêtée et emprisonnée.
Elle divorce alors de son époux — qui garde les enfants avec lui en vertu de la loi islamique — et repart pour l'Afghanistan en 2009. Là, elle découvre que son frère, Hakim, est dépendant de l'héroïne et vit sous le pont Pol-e-Sokhta — qui se traduit par le « le pont brulé » — à Kaboul. Elle promet alors à Dieu d'ouvrir un centre de désintoxication si elle parvient à le sauver. En effet, l'Afghanistan est un des pays comptant le plus de drogués et est considéré comme la capitale de l'opium.
En 2010, elle fonde le Mother Camp, un centre de désintoxication, et trouve une maison en mauvais état à louer en 2012 pour y créer un vrai lieu de vie. Elle retourne alors sous le pont Pol-e-Sokhta proposer aux drogués qui y vivent de venir avec elle et 18 acceptent de la suivre ce soir-là. Le fonctionnement du centre est basé sur celui des narcotiques anonymes de par leurs thérapies de groupe et l'absence de médicament pour combattre l'addiction. Les membres ayant accepté de suivre le programme ont les cheveux rasés et portent un uniforme violet pour les dissuader de partir. Laila Haidari explique : « S'ils rechutent et reviennent au centre une seconde fois, je leur rase les sourcils aussi ». Sur place, fumer est interdit et l'exercice quotidien obligatoire. Ils reçoivent également la visite d'anciens drogués pour leur raconter leurs histoires et les aider dans leur désintoxication. En 2019 selon elle, plus de 1 376 de ses anciens drogués sont restés sobres au moins un an, sur les 5 000 qu'elle a traités depuis l'ouverture du centre huit ans plus tôt,. En 2021, ce chiffre passe à 6 400. Parmi eux, environ une vingtaine sont des femmes et des enfants. Laila Haidari emploie ceux qui restent sobres dans son restaurant et dans deux fabriques de chaussures qu'elle finance. Cela lui coûte entre 1 500 et 3 000 dollars par mois pour faire tourner le centre, sans recevoir d'aide du gouvernement ou d'organisations internationales. Après la troisième vague de Covid-19 en Afghanistan, elle doit fermer son centre et n'y accueille alors plus qu'un vieillard et un enfant. En 2013, elle ouvre un second centre de désintoxication pour les femmes et leurs enfants mais il est fermé car considéré comme une vitrine pour de la prostitution par les autorités.
Elle est surnommée "Nana" — « ma mère » en persan — ou "Mom" et est considérée comme la « mère de centaines d'enfants » en raison du nombre de drogués qu'elle a aidés,.
Elle est aussi la propriétaire d'un café à Kaboul appelé le Taj Begum — un nom inspiré d'une princesse-soldate originaire d'Herat du XVe siècle —, le premier café ouvert par une femme dans le pays. Là, les hommes et les femmes, même sans lien de parenté, peuvent diner ensemble. Les bénéfices du restaurant lui permettent de gérer son Mother Camp. Très populaire, le restaurant affiche souvent complet. Il est fréquenté par la jeunesse hazara, la minorité chiite du pays. Elle raconte : « Ce café est mon arme. […] Il m'a offert l'indépendance financière, la liberté et la confiance en moi. Il me permet d'aider les autres. Il me permet de me battre pour mes idées. ». Le restaurant est obligé de fermer après la chute de Kaboul et la prise de pouvoir des Talibans en août 2021,.
Cinq mois après la fermeture de son restaurant, Laila Haidari ouvre dans le plus grand secret les Mother Educational Centre (MEC). Le premier centre ouvre dans les bas-fonds de Kaboul et le second dans la province de Deykandi mais ce dernier ferme un an plus tard. Ces centres permettent aux femmes d'apprendre à faire des bijoux avec de vieilles munitions et lui permet de faire tourner une école pour filles où 200 d'entre elles apprennent les mathématiques, les sciences et l'anglais. En plus de leur donner des bases dans les matières importantes, Laila Haidari veut offrir aux filles un moyen de subvenir à leur besoin. Les bijoux créés sont exposés à Paris et exportés dans le monde entier, permettant de subvenir aux besoins de MEC. Chaque femme qui y travaille gagne 58 dollars par mois. Elle dit avoir ouvert ces centres pour offrir un travail aux femmes qui en ont vraiment besoin, bien que ce ne soit pas une solution permanente.

## Reconnaissance
En 2018, elle est le sujet principal du documentaire Laila at the Bridge réalisé par le couple de réalisateurs Gulistan et Elizabeth Mirzaei. Très remarqué dans les festivals, le film reçoit de multiples récompenses dont le Social Justice Award du Festival international du film de Santa Barbara 2019, le Human Rights Award du Festival international du film de Bergen 2018, le F:ACT Award du Festival international du film documentaire de Copenhague, le Grand prix du San Gio Verona Video Festival, le Human Right Award du Festival international du film documentaire de Munich, le Prix du meilleur documentaire du Festival international du film d'Innsbruck, le Audience Award du meilleur film au Wakefield Doc Fest et le Prix Studio l'Équipe du Festival des Libertés.
En 2021, elle fait partie des 100 Women de la BBC dans la catégorie Afghanistan.